# スイス国鉄Re440形電気機関車

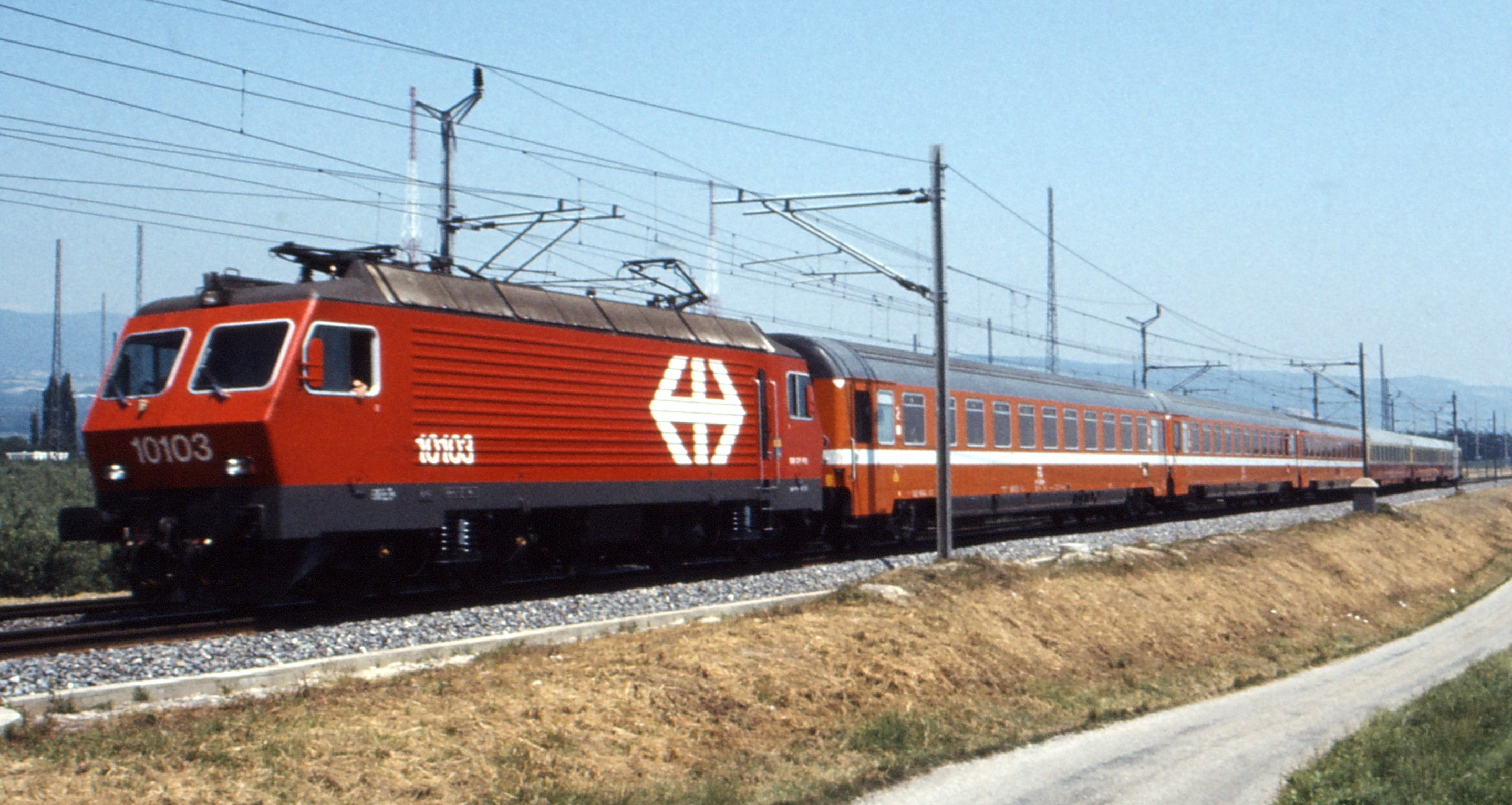
スイス国鉄Re4/4^{IV}(Re440)形10103号機、標準塗装

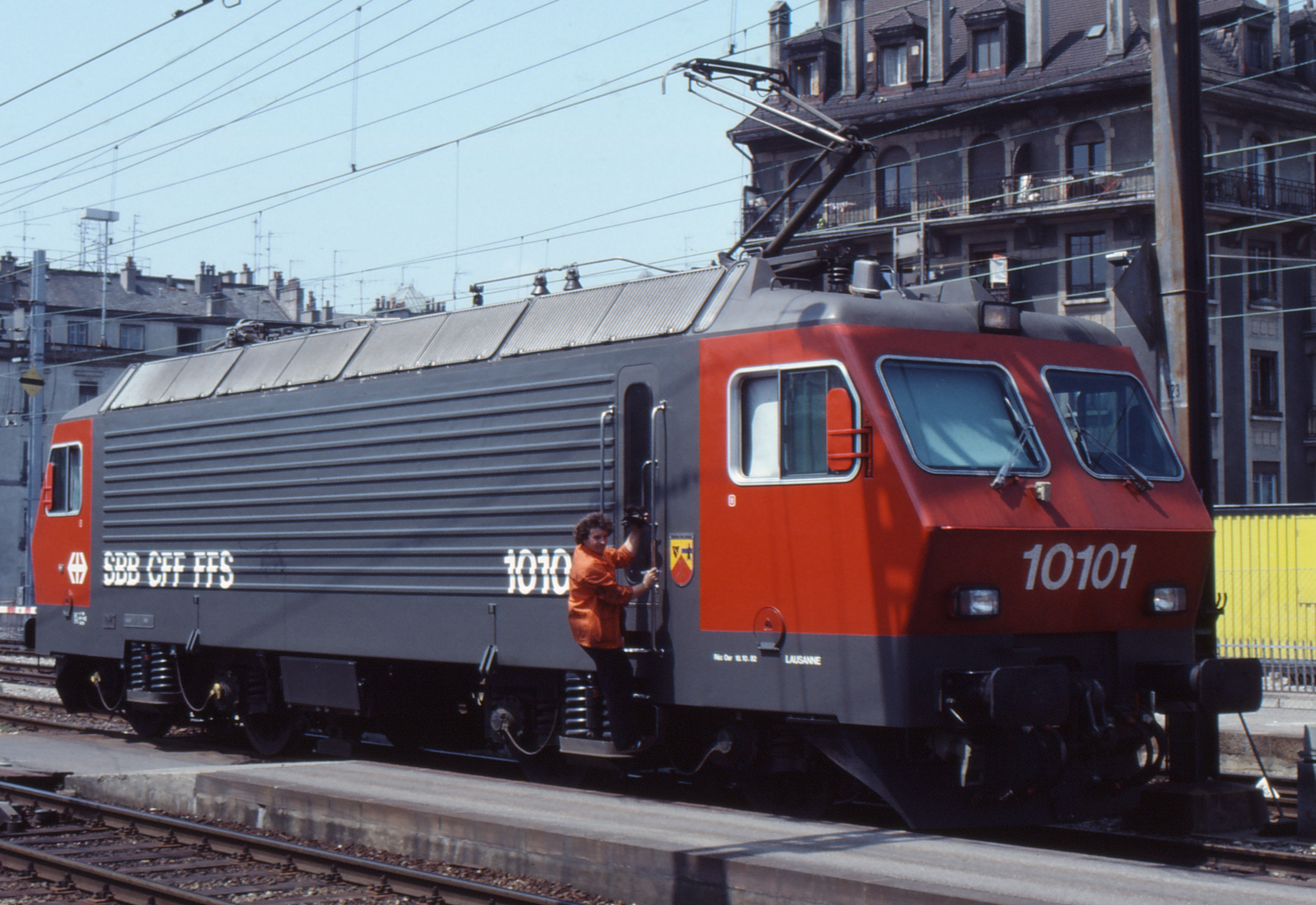
スイス国鉄Re4/4^{IV}(Re440)形10101号機、SBB試験塗装機

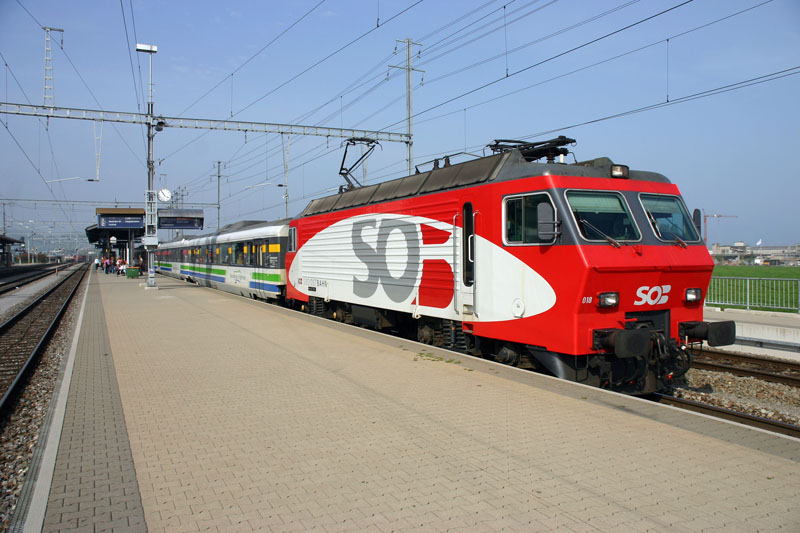
スイス南東鉄道Re446形、SOB塗装機

スイス国鉄Re440形電気機関車(スイスこくてつRe440がたでんきかんしゃ)は、スイスのスイス連邦鉄道（SBB: Schweizerische Bundesbahnen、スイス国鉄）の本線用に製造され、現在ではスイス南東鉄道（Schweizerische Südostbahn AG（SOB））のRe446形として使用されている電気機関車である。

## 概要
1970-80年代のスイス国鉄では1964年以降約20年にわたり約400両が製造されたRe4/4II形、Re4/4III形が主力として使用されていたが、スピードアップと牽引力の増強を図って客貨両用、勾配・平坦区間両用機として開発され、1982年に4両がRe4/4IV形10101-10104号機として試作されたのが本機である。サイリスタ位相制御と新型の台車により1時間定格214kN、最大324kNの牽引力と160km/hの最高速度を特徴とする万能機であり、製造は車体、機械部分、台車をSLM、電機部分、主電動機をBBCが担当している。しかし、本機の性能は1964年製のベルン-レッチュベルク-シンプロン鉄道のRe4/4形と大差ない程度のものであったことや、その後スイス国鉄では1987年に「バーン2000計画」の推進が決定され、次世代の電気機関車は200km/h走行が可能な高出力機することとなったことから、本機の量産は見送られることとなり、つなぎとしてRe4/4II形が1985年まで製造されたり、1927-34年製のAe4/7形が1990年代までほぼ全機使用されたりすることとなった。その後4両体制のままスイス国鉄で使用され、UIC方式のRe440形となったが、1995、96年にはスイス南東鉄道へ同鉄道手持ちのRe4/4III形と交換する形で譲渡されている。また、本機を使用して高速運転試験も実施され、1987年には188km/hを記録しており、バーン2000計画によるRe460形の開発に際しては各種試験に使用され、集電装置の現車試験も実施されている。
なお、本機の開発要件、性能要件は以下の通り
- ゴッタルド線にて650tの列車の牽引が可能で、勾配区間での起動も可能であること。
- スイス東西間の700tの高速旅客列車を牽引可能であること。
- 500tの都市近郊列車を牽引可能であること。

各機体の機番とSLM機番、製造年月日は以下の通り
- 10101 - 5158 - 1982年10月10日
- 10102 - 5159 - 1982年6月8日
- 10103 - 5156 - 1982年8月7日
- 10104 - 5161 - 1982年9月8日

## 仕様

### 車体
- 車体は普通鋼と屋根部のみアルミニウムを使用して構成された1980-90年代のスイス鉄道車両の標準的な構成、デザインのもので、正面は直線を基調としてくの字形かつわずかに折妻とした4面構成、側面は波板、屋根は肩部に機器冷却空気吸入口の並ぶものである。台枠は鋼材を箱型に組んで構成されており、台車もその中にはまり込む形で装備され、正面下部にスカートが取付けられている。
- 正面は非貫通で2枚窓で、上部中央と下部左右の3箇所に角型の前照灯・尾灯のユニットが設置され、連結器はねじ式連結器で緩衝器（バッファ）が左右、フック・リングが中央にある方式である。
- 屋根肩部には空気吸入口のルーバーが並んでいるが、この部分を含め屋根はほぼ全長にわたり取外しが可能な構造で、機器の交換等ができるようになっている。また、機器室はZ型通路式で、中央に主変圧器を設置して前後対称に2台の台車毎の電気機器が設置されている。
- 運転台はコの字形デスクタイプで計器盤はL字形、運転時は乗務員席運転席左側の空気ブレーキ関係のレバーと右側の電気関係のレバー式のマスターコントローラーにより操作を行う。運転室左右横の窓は引違い式でその前部には電動式のバックミラーが設置され、乗降扉は機械室の反運転席側のみの設置となっている。
- 塗装
  - 車体は赤をベースに車体裾部がダークグレーで、屋根、屋根上機器、床下機器と台車はダークグレーで、車体側面右側にスイス国鉄のマークが、側面左下と正面窓下に大きく車番のレタリングが入るだけのシンプルなものであった。
  - バーン2000計画に基づく新形電気機関車のデザインの試験を本機4両で実施し、1両ずつ4種のデザインを行い人気投票により決定した10103号機のものがRe460形やHGe101形に採用されている。

### 走行機器
- 制御方式はレーティッシュ鉄道[7]Ge4/4II形やフルカ・オーバーアルプ鉄道[8]Ge4/4形をベースとしたサイリスタ位相制御とし、1台の制御装置で台車ごとの2台の主電動機を制御する方式としており、主変圧器を車体中央に、その前後に制御装置を1台ずつ設置している。なお、いずれも冷却方式は油冷式で冷却用のオイルポンプとオイルクーラーを装備しており、冷却風は屋根肩部の吸気口から吸入する。
- ブレーキ装置は他励界磁をチョッパ制御することにより連続定格ブレーキ力3300kW、140kNの発電ブレーキ力を発揮する。
- 主変圧器はBBC製のアルミ筐体のTyp LOT6000で、容量は5930kVAで、出力は走行用686V、1288kVAが2群と686/243V、1288kVが2群、列車暖房用が1009V、600kVA、補機用が990/228V、141kVAと152V、37kVAである。
- 主電動機は連続定格出力1218kW、1時間定格出力1268kWのBBC製Typ 8-FHK 6652直流複巻整流子電動機 を4台搭載し、1時間定格牽引力213kN、連続定格牽引力200kNの性能を発揮する。冷却はファンによる強制通風式で、冷却風は屋根肩部の吸気口から吸入する。
- 台車は軸距2900mm、車輪径1260mmのボルスタレス式台車で、枕ばね、軸ばねともにコイルばね、軸箱支持方式は円筒案内式で、前後方向と左右方向の支持剛性を変えることで曲線通過性能の向上を図っている。また、牽引力は車体と主電動機下部を連結する牽引棒で伝達される方式で、牽引点高さをレール面高さを低いものとしている。なお、動輪はスポーク式であるが、スイス電機では本機が最後の採用[9]となった。
- 主電動機は台車枠に装荷されてBBC製のORLIDRIVEと呼ばれる駆動装置で動輪に伝達される方式となっている。これは主電動機出力軸と小歯車間のゴムカップリングと大歯車と動軸と同心に取り付けられた中空軸間および中空軸と動軸間のディスク式のカップリングにより動軸の変位に対応している。なお、減速比は1:2.76、基礎ブレーキ装置は両抱式である。
- そのほか、集電装置はシングルアーム式を2台、主開閉器は空気遮断器のBBC製Typ DBTF20k200を搭載するほか、補助電源装置は容量120kVAのTyp HURコンバータ・インバータを1台装備し、主電動機送風機2台とオイルクーラー兼発電ブレーキ抵抗冷却用送風ファン2台を駆動、電動空気圧縮機はスクリュー式のものを1台搭載している。

### 主要諸元
- 軌間：1435mm
- 電気方式：AC15kV 16.7Hz 架空線式
- 最大寸法：全長15800mm、全幅2950mm、屋根高さ4000mm
- 軸距：2900mm
- 台車中心間距離：7900mm
- 自重：81t
- 走行装置
  - 主制御装置：サイリスタ位相制御
  - 主電動機：Typ 8-FHK 6652直流複巻整流子電動機×4台（連続定格出力：1218kW[10]、1時間定格出力：1268kW[11]、最大電圧：1120V 、最大電流：電機子1770A、分巻界磁260A）
  - 減速比：2.76
- 牽引力
  - 牽引力：200kN（連続定格出力、86km/h）、213kN（連続定格出力、84km/h）、324kN（最大、72km/h）、96kN（最高速度時）
  - 牽引トン数：650t（27パーミル）
- 発電ブレーキ力：140kN、3300kW（連続定格）
- 最高速度：160km/h
- ブレーキ装置：発電ブレーキ、空気ブレーキ

## 譲渡

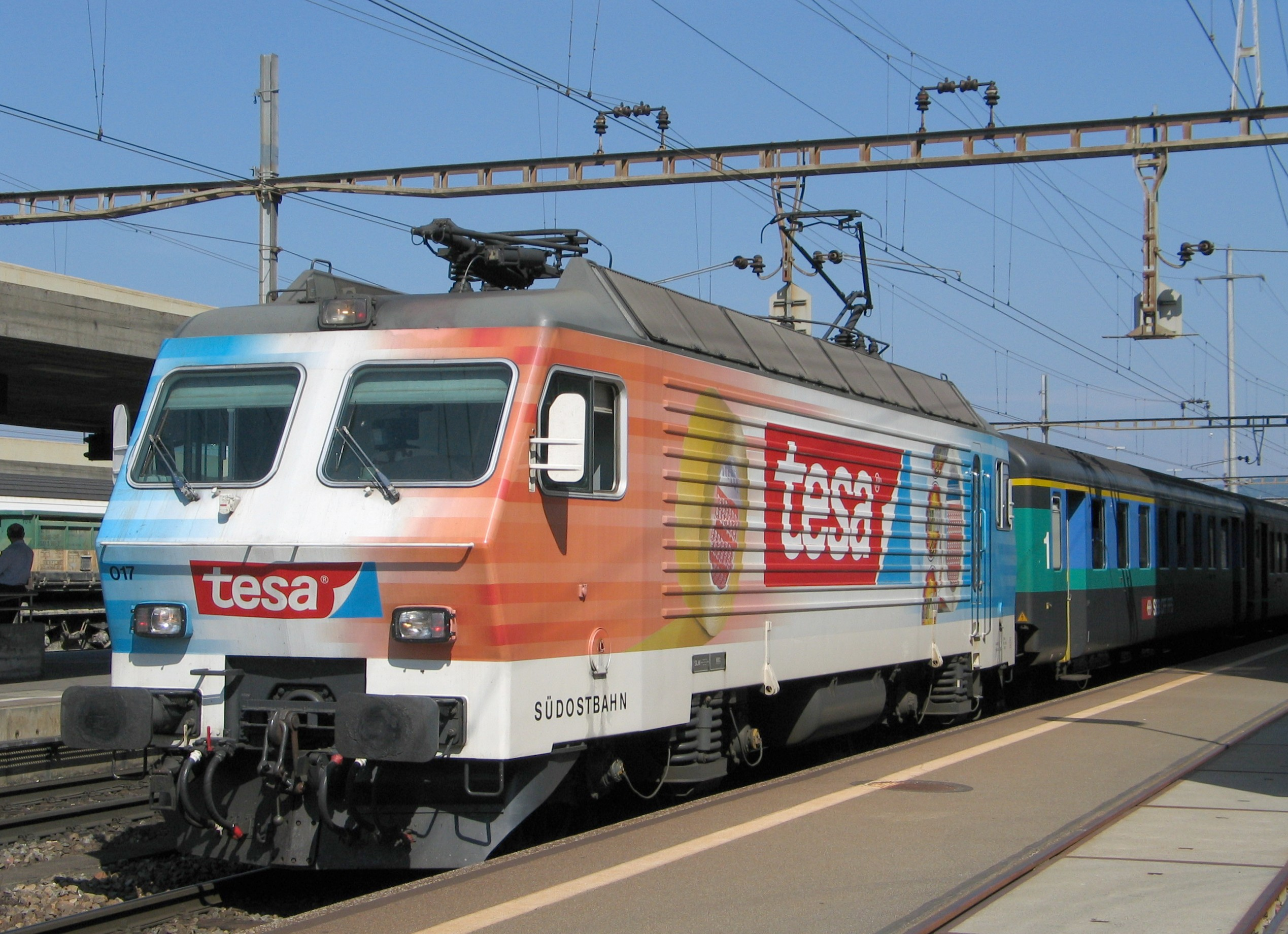
Re446形、広告塗装機

- 1994-96年には4両ともスイス南東鉄道へ譲渡され、Re446形445-448号機となった。なお、スイス南東鉄道からは交換でRe4/4III形41-44形[12]4両がスイス国鉄へ譲渡されている。
- その後2001年にスイス南東鉄道がボーデンゼー-トゲンブルク鉄道[13]と合併した際に改番され、Re446形015-018号機となっている。
- 譲渡後の塗装は当初は赤色をベースに車体裾部がグレーで赤色との境界部に黄色の帯が入り、側面左下部に社名のレタリングが、正面左前照灯上に社名と機番が入るものであったが、その後赤色をベースに正面窓から運転室窓周りをグレーとし、側面に大きくスイス南東鉄道のマークが入るものとなっている。また、多くが広告塗装機となっている。
- スイス南東鉄道ではRe446形とともにさまざまな列車の牽引に使用され、急行列車の牽引もしており、スイス国鉄へ乗入れることもある。